# 스파이 교실
《스파이 교실》(スパイ教室)은 타케마치 원작의 일본의 라이트 노벨 소설 작품이다. 제32회 판타지아 대상 수상작으로, 2020년 1월부터 판타지아 문고(KADOKAWA)에서 간행되고 있다. 2023년 2월 시점에서 시리즈 누계 부수는 100만부를 돌파했다.
미디어 믹스로서, 세이우 카나메에 의한 원작 1권의 커미컬라이즈가 「월간 코믹 얼라이브」(KADOKAWA)에서 2020년 7월호부터 2022년 6월호까지 연재되었다. 제5화부터는 타케마치가 새롭게 각본을 써내려간 오리지널의 전개가 이루어지고 있다. 또한 베니샤케 원작 2권 코미컬라이즈 및 세이우 카나메 원작 3권 코미컬라이즈가 이 잡지에서 2022년 8월호부터 동시 연재되고 있다. 2023년 1월부터 3월까지 1st season이 TV 애니메이션으로 방송되었다. 2023년 7월부터 9월까지 2nd season 방송되었다.